# Химмерланд
Химмерланд (дат. Himmerland) — полуостров и историческая область в Дании.

## География
Ландшафт Химмерланд, площадью в 2786 км², расположен на Ютландском полуострове и административно входит в область Северная Ютландия. На севере и западе его естественной границей является Лим-фьорд, на востоке Каттегат, на юге — Мариагер-фьорд.
В геологическом отношении эта территория представляет собой послеледниковую морену, на востоке достигающую высоты в 75—100 метров. Там находится возвышенность Рольд Хавнехёй (Rold Bavnehøj, 114 м), наивысшая в регионе. Морену пересекают в различных местах широкие туннельные долины, возникшие в результате таяния и отступления ледников. Основной породой, лежащей в основании окрестных невысоких холмов, является известняк. В прежние времена здесь промышленно добывался известняк с целью его переработки и производства цемента в Ольборге.
В центральной части Химмерланда находится Рольд Сков (Rold Skov), второй по величине сохранившийся хвойный лесной массив в Дании, площадью в 80 км². На северо-западе находятся две природоохранные зоны пустошей — Оудруп Остерхеде (Oudrup Østerhede) и  Лундбю Хеде (Lundby Hede). В восточной части лежат болота Лилле Вильдмозе (Lille Vildmose), крупнейшие в зоне лиственных лесов Северной Европы.
Крупнейшим городом Химмерланда является Ольборг. За ним следуют с большим отставанием Хобро, Аарс, Стёвринг, Хавзунд, Нибё и Лёгстёр.

## История
Древняя история Химмерланда тесно связана с мифами и преданиями, рассказывающими о том, что во времена становления владычества Древнего Рима в Европе эта территория была прародиной племён кимвров, с которыми Римская республика во II веке до н.э. вела тяжёлую борьбу. Так, древнегреческий учёный Клавдий Птолемей в своей «Географии» во II веке н.э. указывает здесь на «Кимврийский полуостров». В 1622 году о том же сообщает датский историк и географ Клаус Лискандер. Впрочем, археологическими находками некое массовое переселение племён из этой местности на юг около 120 года до н.э. не подтверждается. В Средние века Химмерланд был отдельной административной единицей — Химмер-сисла, Himmersyssel.
В XIX и ХХ столетиях в этом регионе Дании, с ростом национального самосознания жителей, распространяется идея о том, что 
они являются потомками и наследниками славы победоносных германских племён древности. Отражением этих настроений служит роман нобелевского лауреата в области литературы, выходца из химмерландского местечка Фарсё, Йоханнеса Йенсена, «Путь кимвров» (Cimbrernes Tog, 1922). Й.Йенсен известен также как автор сборника рассказов о местных обычаях и типах — «Истории Химмерланда» (Himmerlandshistorier, 1898—1910).
Датский скульптор Андерс Бундгард, родившийся также в Химмерланде, в местечке Ребильд, создаёт бронзовую статую «Кимврийского быка», ставшую символом Химмерланда. В 1937 году она была установлена в центральной части Ольборга. В 1924 году его же гранитная скульптура с контурами кимврийского быка была возведена в Ребильде.

## Дополнения
- Природоохранные зоны в Химмерланде naturstyrelsen.dk (на датском языке)
- Музей Йоганнеса В.Йенсена в Фарсё (на датском языке)